# 阔基苍山蕨
阔基苍山蕨（学名：Ceterachopsis latibasis）为铁角蕨科苍山蕨属下的一个种。

## 扩展阅读
- 維基物種上的相關：阔基苍山蕨